# Ungarischer Tanz
Ungarischer Tanz ist ein politischer Roman des österreichisch-ungarischen Romanciers und Journalisten Hans Habe (1911–1977). Der Roman erschien in Deutschland unter dem Titel Die rote Sichel (1959) und unter dem Titel Ungarischer Tanz im Jahre 1983 als Teil der Werke-Ausgabe Hans Habe: Gesammelte Werke in Einzelausgaben. Es handelt sich hierbei um die von Habes Ehefrau Licci Habe redigierte Neufassung des 1952 in Amerika unter dem Titel Black Earth erschienenen Buches.
Der Roman spielt in Ungarn zwischen dem Ende des Ersten Weltkrieges und der Kollektivierung der Landwirtschaft in den 1950er-Jahren. Der Held ist ein landwirtschaftlicher Dienstbote, der aufbegehrend Kommunist wird, für die Sowjetunion während des Zweiten Weltkrieges spioniert, mit der Roten Armee nach Ungarn zurückkehrt, zum Landwirtschaftsminister reussiert, aus Opposition zur Kollektivierung der Landwirtschaft demissioniert und schließlich an der Spitze der für ihr Land kämpfenden Bauern im Kugelhagel der Roten Armee sein Leben lässt.
Die Person des Helden scheint an das Leben des ungarischen Ministerpräsidenten zur Zeit des Ungarischen Volksaufstandes von 1956, Imre Nagy, angelehnt zu sein.

## Handlung
Der Roman erzählt die Geschichte des 1914 im Komitat Veszprém in Ungarn in den aller einfachsten Verhältnissen geborenen landwirtschaftlichen Dienstboten Béla Sulyok. Von Anfang an wird der Gegensatz zwischen dem ärmlichen und rechtlosen Leben der Dienstboten, zu denen Sulyok gehört, und dem einer alles bestimmenden und anmaßenden Aristokratie dargestellt. Sulyok verdingt sich, wie seine Familie seit Generationen, auf dem Gut der Grafen Terézváry. Sein Leben wird durch die harte Arbeit und die Rechtlosigkeit seines Standes bestimmt, wobei er zwischen Hass und Liebe zu der Tochter des Grafen, Margit, hin- und hergerissen wird. Nachdem Margit ihn eines Nachts zu sich bestellt, muss er die Güter des Grafen verlassen.
Sulyok geht nach Budapest, wobei bereits das Jahr 1938 eingetreten ist, wo er Kontakt zu Kommunisten bekommt. Er wird von ihnen dazu bestimmt, sich bei der Armee anwerben zu lassen. Sulyok erhält von ihnen Bücher, mit deren Hilfe er Russisch lernen soll. Mit dem Überfall der Deutschen auf die Sowjetunion, tritt auch Ungarn auf Seiten des Deutschen Reiches in den Krieg ein. Sulyok übermittelt immer wieder Nachrichten an die Russen. Eines Tages tötet er einen ungarischen Soldaten, der eine Russin vergewaltigt. Sulyok tut dies nicht, da er sich den Sowjets verschrieben sieht, sondern aus echtem Mitgefühl.
Bei der Schlacht am Fluss Worensch setzt sich Sulyok ab, wobei Teile seines Regimentes unter seiner Führung zu den Russen überlaufen. Bei dem Todesmarsch der ungarischen Kriegsgefangenen begegnet er der sowjetischen Realität, die sich in ihrer Brutalität und Menschenverachtung zeigt. Im Kriegsgefangenenlager soll er nun ungarische Soldaten ausheben, die bereit sind auf sowjetischer Seite gegen die Deutschen zu kämpfen, und die so als Befreier nach Ungarn zurückkehren wollen.
Sulyok dient sich in den Reihen der Roten Armee nach oben. Die befreiende Rote Armee büßt in Sulyoks Augen beim Vormarsch auf Budapest immer mehr an Glanz ein. Dieses Mal tötet er einen russischen Soldaten, der eine Ungarin vergewaltigt. Hier wie zuvor tut er dies aus Gerechtigkeitsgefühl und aus Abscheu vor der Animalität des Gewaltausübenden. Er wird Zeuge der Schlacht um Budapest, in der sich SS und die Rote Armee an Brutalität und Rücksichtslosigkeit gleichen.
Mit dem Konstituieren einer ungarischen Regierung wird Sulyok zum Landwirtschaftsminister erhoben. Er wird daran erinnert, dass er es bisher versäumt habe, in die Kommunistische Partei einzutreten, was er umgehend korrigiert.
Sulyok will das Jahrhunderte alte Unrecht der landlosen Dienstboten endlich beseitigen. Er leitet eine gerechte Landreform ein, bei der jeder, der Land bewirtschaften kann, ein Anrecht auf eine Scholle hat. Dies ist jedoch den landfremden aus Moskau kommenden Kadern der Kommunistischen Partei ein Dorn im Auge; sie favorisieren die Bildung von Kolchosen. Sulyok sieht sich immer mehr Anfeindungen ausgesetzt, bis er schließlich, nachdem er sich persönlich für die Freilassung eines Pfarrers verwendet, demissionieren muss. Nach anfänglichen Widerständen der Kommunisten erhält er in seiner Heimat eine Scholle, die er zusammen mit seiner Schwester bewirtschaftet. Dort entwickelt sich auch eine echte Liebe zu der ehemaligen Gutsbesitzerin Margit, die nun auch, wie alle Bauern der Region, ihre Scholle selbst bebaut.
Als im Kampf um die Kollektivierung der Pfarrer des Ortes verhaftet sowie das Vieh der Bauern von den Kommunisten beschlagnahmt wird, ziehen die Bauern vor Sulyoks Haus und fordern von ihm, ihren Kampf anzuführen. Sulyok zieht an der Spitze der Bauern aus, um die Freilassung des Pfarrers und die Herausgabe des Viehs zu erwirken. Unterwegs schließen sich ihnen immer mehr Bauern an.
Als die ungarische Polizei und Einheiten der sowjetischen Besatzungsmacht den Bauern den Weg versperren, letztere aber nicht zur Umkehr zu bewegen sind, eröffnen Polizei und Besatzungsmacht das Feuer auf die Bauern. Im Kugelhagel stirbt Sulyok.